# Monocerophora
Monocerophora is een geslacht van rechtvleugeligen uit de familie sabelsprinkhanen (Tettigoniidae). De wetenschappelijke naam van dit geslacht is voor het eerst geldig gepubliceerd in 1869 door Francis Walker.

## Soorten
Het geslacht Monocerophora omvat de volgende soorten:
- Monocerophora longispina Burmeister, 1838
- Monocerophora spinosa Karny, 1907